# Jostedalsbreen
Lo Jostedalsbreen (in norvegese "ghiacciaio della Jostedal") è un ghiacciaio della Norvegia, sito nella contea di Vestland, più precisamente a nord del Sognefjord, il fiordo più lungo del Paese.

## Morfologia
Con la sua estensione di 487 km² è il ghiacciaio più grande sia della Norvegia che dell'intera Europa continentale e costituisce ciò che resta dell'enorme ghiacciaio che circa 10.000 anni fa copriva l'intera Scandinavia.
Il punto più elevato è rappresentato dal Høgste Breakulen, a 1957 m s.l.m. Alcuni rami del ghiacciaio, come il Bøyabreen vicino a Fjærland e il Nigardsbreen si spingono giù fino nelle vallate situate a 300 m s.l.m.. Lo spessore massimo del ghiacciaio arriva a circa 600 m, mentre la sua lunghezza è di poco superiore ai 60 km.

## Descrizione
Dal 1991 è stato istituito il Parco nazionale Jostedalsbreen che, con 1310 km² comprende l'intera superficie del ghiacciaio che ne costituisce la componente principale.

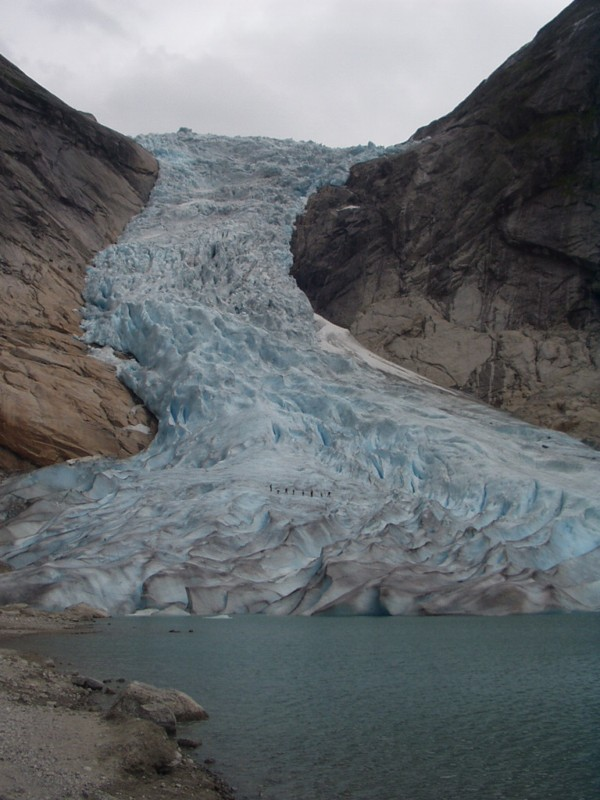
Briksdalsbreen, uno dei rami dello Jostedalsbreen, che termina nel lago di Briksdalsbrevatnet.

Il ghiacciaio è mantenuto più dall'elevato livello delle precipitazioni nevose che dalle basse temperature, il che si traduce in un elevato tasso di fusione estiva ai suoi fronti. Lo Jostedalsbreen ha una cinquantina di bracci glaciali, i più importanti dei quali sono il Nigardsbreen e il Tunsbergdalsbreen nella Jostedal, il Briksdalsbreen presso Olden, il Bøyabreen vicino a Fjærland, il Kjenndalsbreen e il Tindefjellbreen vicino a Loen, e l'Austerdalsbreen.